# Puchar Europy Zdobywczyń Pucharów siatkarek (1999/2000)
Puchar Europy Zdobywczyń Pucharów 1999/2000 – 28. sezon turnieju rozgrywanego od 1978 roku, organizowanego przez Europejską Konfederację Piłki Siatkowej (CEV) w ramach europejskich pucharów dla żeńskich klubowych zespołów siatkarskich "starego kontynentu".

## Drużyny uczestniczące
- HOK Kaštela
- Partizani Tirana
- Igman Ilidža
- Sparkasse Innsbruck
- Luka Bar
- Hapoel Ironi Kiriat-Ata
- Kemiplas Koper
- Vallentuna VBK
- R.I. Hazlehead Aberdeen
- Enka Stambuł
- Universidad Granada
- Amici Bacău
- Slavia Zu Žilina
- CSM Clamart
- Pallavolo Sirio Perugia
- Panathinaikos Ateny
- Khimvolokno Czerkasy
- Asterix Kieldrecht
- Pelgrim-Volco Ommen

## Rozgrywki

### Runda wstępna
| Data       | Drużyna 1               | Wynik | Drużyna 2               | Sety                           |
| ---------- | ----------------------- | ----- | ----------------------- | ------------------------------ |
| 30.11.1999 | HOK Kaštela             | 3:0   | Partizani Tirana        | 25:5, 25:12, 25:7              |
| 01.12.1999 | HOK Kaštela             | 3:0   | Partizani Tirana        | 25:12, 25:10, 25:7             |
| 27.11.1999 | Igman Ilidža            | 0:3   | Sparkasse Innsbruck     | 13:25, 10:25, 15:25            |
| 05.12.1999 | Igman Ilidža            | 0:3   | Sparkasse Innsbruck     | 2:25, 12:25, 7:25              |
|            | Luka Bar                | 0:3   | Schweriner SC           | walkower                       |
|            | Luka Bar                | 0:3   | Schweriner SC           | walkower                       |
| 27.11.1999 | Hapoel Ironi Kiriat-Ata | 1:3   | Kemiplas Koper          | 13:25, 26:24 23:25, 21:25      |
| 28.11.1999 | Hapoel Ironi Kiriat-Ata | 3:2   | Kemiplas Koper          | 25:27, 25:16 22:25, 25:14 15:9 |
| 27.11.1999 | Vallentuna VBK          | 3:0   | R.I. Hazlehead Aberdeen | 25:10, 25:12, 25:11            |
| 05.12.1999 | Vallentuna VBK          | 3:0   | R.I. Hazlehead Aberdeen | 25:9, 25:21, 25:18             |

### Faza grupowa

#### Grupa A
Tabela
| Lp. | Drużyna             | Pkt | Mecze | Mecze | Mecze | Sety | Sety | Sety  |
| Lp. | Drużyna             | Pkt | M     | W     | P     | wyg. | prz. | ratio |
| --- | ------------------- | --- | ----- | ----- | ----- | ---- | ---- | ----- |
| 1   | Enka Stambuł        | 13  | 7     | 6     | 1     | 20   | 6    | 3.333 |
| 2   | Universidad Granada | 12  | 7     | 5     | 2     | 17   | 9    | 1.889 |
| 3   | Amici Bacău         | 12  | 7     | 5     | 2     | 15   | 11   | 1.364 |
| 4   | HOK Kaštela         | 11  | 7     | 4     | 3     | 16   | 10   | 1.600 |
| 5   | Zeiler Koniz        | 10  | 7     | 3     | 4     | 14   | 15   | 0.933 |
| 6   | Slavia Zu Žilina    | 9   | 7     | 2     | 5     | 10   | 18   | 0.556 |
| 7   | CSM Clamart         | 9   | 7     | 2     | 5     | 8    | 17   | 0.471 |
| 8   | Kemiplas Koper      | 8   | 7     | 1     | 6     | 6    | 20   | 0.300 |

Wyniki
| Data       | Drużyna 1           | Wynik | Drużyna 2           | Sety                              |
| ---------- | ------------------- | ----- | ------------------- | --------------------------------- |
| 11.01.2000 | Universidad Granada | 1:3   | Enka Stambuł        | 20:25, 24:26, 25:21, 20:25        |
| 12.01.2000 | Zeiler Koniz        | 3:1   | CSM Clamart         | 25:21, 18:25, 25:23, 25:21        |
| 12.01.2000 | Kemiplas Koper      | 3:2   | Slavia ZU Žilina    | 19:25, 25:18, 17:25, 25:16, 15:10 |
| 13.01.2000 | HOK Kaštela         | 3:0   | Amici Bacău U.      | 25:18, 25:18, 25:14               |
|            |                     |       |                     |                                   |
| 18.01.2000 | Enka Stambuł        | 3:0   | Zeiler Koniz        | 25:11, 25:19, 25:22               |
| 19.01.2000 | Amici Bacău U.      | 3:0   | Slavia ZU Žilina    | 25:17, 25:22, 25:17               |
| 19.01.2000 | CSM Clamart         | 3:0   | Kemiplas Koper      | 25:14, 25:23, 25:16               |
| 20.01.2000 | HOK Kaštela         | 3:1   | Universidad Granada | 25:14, 18:25, 25:13, 25:18        |
|            |                     |       |                     |                                   |
| 25.01.2000 | Kemiplas Koper      | 0:3   | Enka Stambuł        | 17:25, 23:25, 17:25               |
| 25.01.2000 | Universidad Granada | 3:0   | Amici Bacău U.      | 25:16, 25:19, 25:13               |
| 26.01.2000 | Slavia ZU Žilina    | 2:3   | CSM Clamart         | 25:23, 18:25, 25:20, 19:25, 12:15 |
| 26.01.2000 | Zeiler Koniz        | 3:2   | HOK Kaštela         | 25:22, 20:25, 19:25, 25:21, 19:17 |
|            |                     |       |                     |                                   |
| 02.02.2000 | Amici Bacău U.      | 3:0   | CSM Clamart         | 25:15, 25:16, 25:11               |
| 02.02.2000 | Enka Stambuł        | 3:0   | Slavia ZU Žilina    | 25:10, 25:15, 25:16               |
| 02.02.2000 | Universidad Granada | 3:2   | Zeiler Koniz        | 25:17, 20:25, 21:25, 25:20, 18:16 |
| 03.02.2000 | HOK Kaštela         | 3:0   | Kemiplas Koper      | 25:19, 25:17, 25:14               |
|            |                     |       |                     |                                   |
| 09.02.2000 | Slavia ZU Žilina    | 3:1   | HOK Kaštela         | 15:25, 25:23, 29:27, 25:14        |
| 09.02.2000 | Zeiler Koniz        | 1:3   | Amici Bacău U.      | 25:18, 18:25, 18:25, 14:25        |
| 09.02.2000 | Kemiplas Koper      | 1:3   | Universidad Granada | 31:33, 26:24, 14:25, 14:25        |
| 09.02.2000 | CSM Clamart         | 1:3   | Enka Stambuł        | 25:17, 18:25, 22:25, 22:25        |
|            |                     |       |                     |                                   |
| 15.02.2000 | Universidad Granada | 3:0   | Slavia ZU Žilina    | 25:17, 25:16, 25:13               |
| 16.02.2000 | Amici Bacău U.      | 3:2   | Enka Stambuł        | 19:25, 25:18, 23:25, 25:14, 15:9  |
| 16.02.2000 | Zeiler Koniz        | 3:0   | Kemiplas Koper      | 25:22, 25:22, 25:20               |
| 17.02.2000 | HOK Kaštela         | 3:0   | CSM Clamart         | 25:17, 25:19, 25:16               |
|            |                     |       |                     |                                   |
| 22.02.2000 | Enka Stambuł        | 3:1   | HOK Kaštela         | 25:21, 24:26, 25:19, 25:19        |
| 22.02.2000 | Slavia ZU Žilina    | 3:2   | Zeiler Koniz        | 23:25, 25:23, 14:25, 25:15, 15:10 |
| 22.02.2000 | Kemiplas Koper      | 2:3   | Amici Bacău U.      | 17:25, 26:24, 19:25, 30:28, 11:15 |
| 22.02.2000 | CSM Clamart         | 0:3   | Universidad Granada | 21:25, 19:25, 20:25               |

#### Grupa B
Tabela
| Lp. | Drużyna                 | Pkt | Mecze | Mecze | Mecze | Sety | Sety | Sety  |
| Lp. | Drużyna                 | Pkt | M     | W     | P     | wyg. | prz. | ratio |
| --- | ----------------------- | --- | ----- | ----- | ----- | ---- | ---- | ----- |
| 1   | Pallavolo Sirio Perugia | 13  | 7     | 6     | 1     | 19   | 4    | 4.750 |
| 2   | Panathinaikos Ateny     | 13  | 7     | 6     | 1     | 19   | 4    | 4.750 |
| 3   | Khimvolokno Czerkasy    | 13  | 7     | 6     | 1     | 18   | 5    | 3.600 |
| 4   | Schweriner SC           | 11  | 7     | 4     | 3     | 13   | 12   | 1.083 |
| 5   | Asterix Kieldrecht      | 10  | 7     | 3     | 4     | 9    | 12   | 0.750 |
| 6   | Pelgrim-Volco Ommen     | 9   | 7     | 2     | 5     | 7    | 18   | 0.389 |
| 7   | Sparkasse Innsbruck     | 8   | 7     | 1     | 6     | 5    | 18   | 0.278 |
| 8   | Vallentuna VBK          | 7   | 7     | 0     | 7     | 4    | 21   | 0.190 |

Wyniki
| Data       | Drużyna 1               | Wynik | Drużyna 2               | Sety                              |
| ---------- | ----------------------- | ----- | ----------------------- | --------------------------------- |
| 12.01.2000 | Schweriner SC           | 3:0   | Asterix Kieldrecht      | 25:18, 25:23, 26:24               |
| 12.01.2000 | Sparkasse Innsbruck     | 1:3   | Panathinaikos Ateny     | 24:26, 19:25, 25:21, 21:25        |
| 13.01.2000 | Khimvolokno Cherksay    | 3:1   | Pallavolo Sirio Perugia | 25:27, 25:19, 26:24, 26:24        |
| 13.01.2000 | Vallentuna VBK          | 2:3   | Pelgrim:Volco Ommen     | 25:22, 25:18, 17:25, 13:25, 11:15 |
|            |                         |       |                         |                                   |
| 18.01.2000 | Pallavolo Sirio Perugia | 3:0   | Sparkasse Innsbruck     | 25:20, 25:13, 25:14               |
| 19.01.2000 | Panathinaikos Ateny     | 3:0   | Schweriner SC           | 25:19, 25:16, 25:21               |
| 19.01.2000 | Pelgrim:Volco Ommen     | 0:3   | Asterix Kieldrecht      | 22:25, 23:25, 16:25               |
| 19.01.2000 | Vallentuna VBK          | 0:3   | Khimvolokno Cherksay    | 14:25, 12:25, 16:25               |
|            |                         |       |                         |                                   |
| 26.01.2000 | Khimvolokno Cherksay    | 3:0   | Pelgrim:Volco Ommen     | 25:15, 25:11, 25:10               |
| 26.01.2000 | Schweriner SC           | 0:3   | Pallavolo Sirio Perugia | 16:25, 23:25, 22:25               |
| 26.01.2000 | Sparkasse Innsbruck     | 3:0   | Vallentuna VBK          | 25:12, 25:13, 25:22               |
| 26.01.2000 | Asterix Kieldrecht      | 0:3   | Panathinaikos Ateny     | 21:25, 19:25, 22:25               |
|            |                         |       |                         |                                   |
| 01.02.2000 | Pallavolo Sirio Perugia | 3:0   | Asterix Kieldrecht      | 25:13, 25:21, 25:16               |
| 01.02.2000 | Pelgrim:Volco Ommen     | 0:3   | Panathinaikos Ateny     | 15:25, 18:25, 19:25               |
| 01.02.2000 | Vallentuna VBK          | 2:3   | Schweriner SC           | 12:25, 12:25, 25:21, 25:23, 9:15  |
| 02.02.2000 | Khimvolokno Cherksay    | 3:0   | Sparkasse Innsbruck     | 25:7, 25:12, 25:14                |
|            |                         |       |                         |                                   |
| 09.02.2000 | Panathinaikos Ateny     | 1:3   | Pallavolo Sirio Perugia | 25:20, 20:25, 23:25, 24:26        |
| 09.02.2000 | Schweriner SC           | 1:3   | Khimvolokno Cherksay    | 26:24, 22:25, 19:25, 20:25        |
| 09.02.2000 | Sparkasse Innsbruck     | 1:3   | Pelgrim:Volco Ommen     | 10:25, 25:20, 21:25, 23:25        |
| 09.02.2000 | Asterix Kieldrecht      | 3:0   | Vallentuna VBK          | 25:7, 25:15, 25:19                |
|            |                         |       |                         |                                   |
| 15.02.2000 | Pelgrim:Volco Ommen     | 0:3   | Pallavolo Sirio Perugia | 15:25, 15:25, 10:25               |
| 16.02.2000 | Khimvolokno Cherksay    | 3:0   | Asterix Kieldrecht      | 25:19, 25:21, 25:21               |
| 16.02.2000 | Vallentuna VBK          | 0:3   | Panathinaikos Ateny     | 11:25, 18:25, 13:25               |
| 16.02.2000 | Sparkasse Innsbruck     | 0:3   | Schweriner SC           | 14:25, 22:25, 16:25               |
|            |                         |       |                         |                                   |
| 22.02.2000 | Panathinaikos Ateny     | 3:0   | Khimvolokno Cherksay    | 25:23, 26:24, 25:20               |
| 22.02.2000 | Schweriner SC           | 3:1   | Pelgrim:Volco Ommen     | 17:25, 25:22, 25:17, 25:19        |
| 22.02.2000 | Asterix Kieldrecht      | 3:0   | Sparkasse Innsbruck     | 25:16, 25:22, 25:16               |
| 22.02.2000 | Pallavolo Sirio Perugia | 3:0   | Vallentuna VBK          | 25:10, 25:15, 25:15               |

### Turniej finałowy
Perugia

#### Półfinał
| Data       | Drużyna 1               | Wynik | Drużyna 2           | Sety                |
| ---------- | ----------------------- | ----- | ------------------- | ------------------- |
| 11.03.2000 | Panathinaikos Ateny     | 3:0   | Enka Stambuł        | 25:15, 25:19, 25:21 |
| 11.03.2000 | Pallavolo Sirio Perugia | 3:0   | Universidad Granada | 25:12, 25:11, 25:19 |

#### Mecz o 3. miejsce
| Data       | Drużyna 1    | Wynik | Drużyna 2           | Sety                |
| ---------- | ------------ | ----- | ------------------- | ------------------- |
| 12.03.2000 | Enka Stambuł | 3:0   | Universidad Granada | 25:18, 25:19, 28:26 |

#### Finał
| Data       | Drużyna 1               | Wynik | Drużyna 2           | Sety                |
| ---------- | ----------------------- | ----- | ------------------- | ------------------- |
| 12.03.2000 | Pallavolo Sirio Perugia | 3:0   | Panathinaikos Ateny | 25:21, 25:19, 25:10 |

## Klasyfikacja końcowa
| Miejsce | Drużyna                 |
| ------- | ----------------------- |
| złoto   | Pallavolo Sirio Perugia |
| srebro  | Panathinaikos Ateny     |
| brąz    | Enka Stambuł            |
| 4.      | Universidad Granada     |